# Primarias presidenciales republicanas de California de 2024
Las primarias presidenciales republicanas de California de 2024 se celebraron el 5 de marzo de dicho año, como parte de las primarias del Partido Republicano para las elecciones presidenciales de 2024.
Se asignaron 169 delegados a la Convención Nacional Republicana de 2024 según el criterio de “el ganador se lleva la mayoría”.

## Procedimiento
Si un candidato obtiene más del 50% del voto total en todo el estado, se le otorgan todos los delegados del estado. En caso contrario, los delegados se asignan proporcionalmente.

## Resultados
| Candidato                  | Votos     | %     | Delegados |
| -------------------------- | --------- | ----- | --------- |
| Donald Trump               | 1,962,905 | 79,25 | 169       |
| Nikki Haley                | 431,876   | 17,44 | -         |
| Ron DeSantis (retirado)    | 35,717    | 1,44  | -         |
| Chris Christie (retirado)  | 20,210    | 0,82  | -         |
| Otros                      | 15,075    | 0,61  | -         |
| Vivek Ramaswamy (retirado) | 11,113    | 0,45  | -         |
|                            |           |       |           |
| Total                      | 2,476,896 | 100   | 169       |
|                            |           |       |           |
| Fuente:                    |           |       |           |